# Szczapówka sosnowa
Szczapówka sosnowa, szczapówka bruzdkowana (Asemum striatum) – gatunek chrząszcza z rodziny kózkowatych i podrodziny kłopotkowych.

## Opis

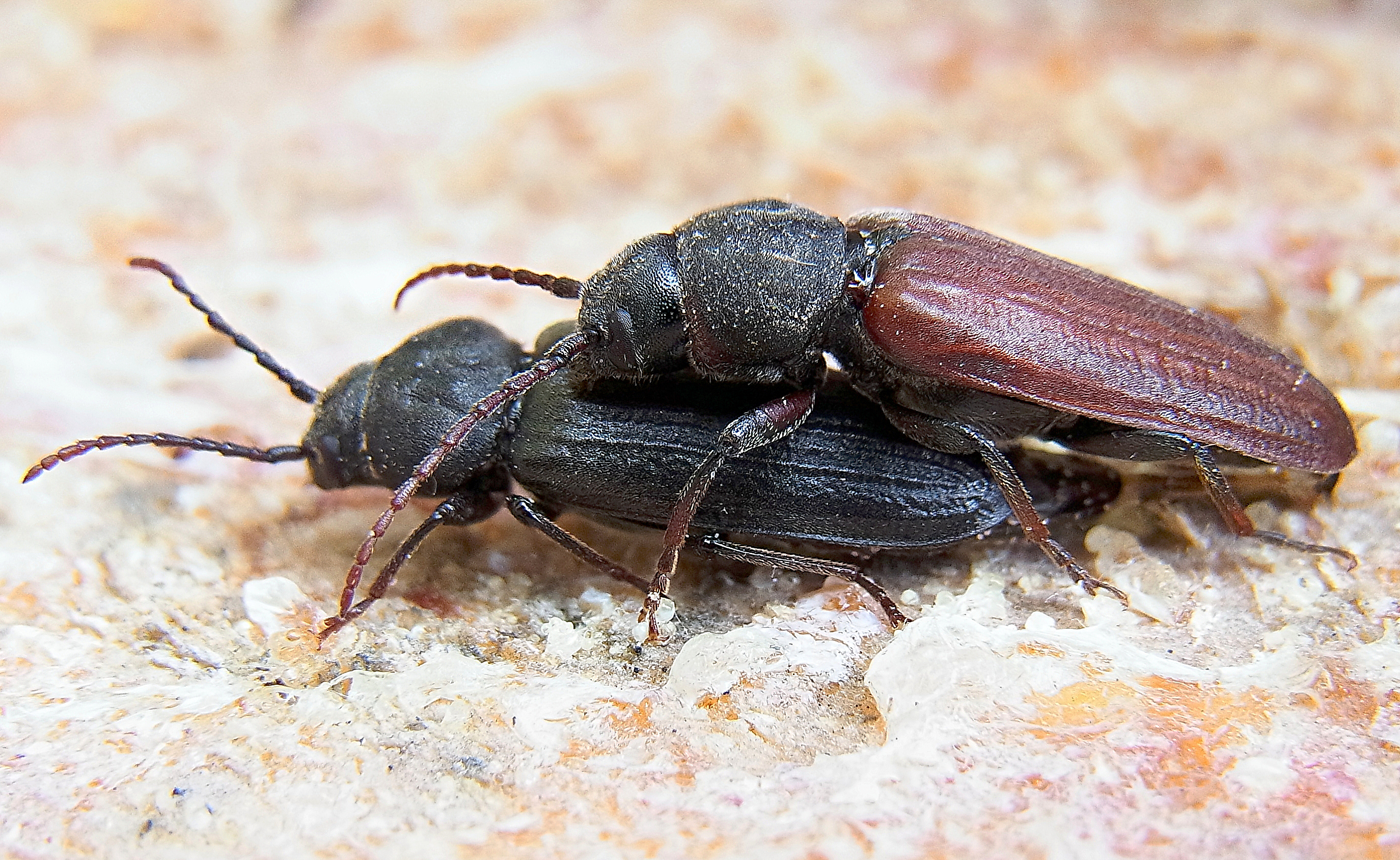
Kopulująca parka

Chrząszcz o ciele długości od 8 do 23 mm, barwy jednolicie czarnej lub z rudobrązowymi pokrywami. Wierzch ciała ma bardzo gęsto punktowany. Głowa ma delikatnie owłosione, krótsze niż połowa długości ciała czułki oraz małe, bardzo delikatnie fasetkowane oczy. Przedplecze najszersze nieco za połową długości i nieco szersze od pokryw, ma silnie zaokrąglone boki. Pokrywy cechują się równoległymi brzegami bocznymi, zaokrąglonymi wierzchołkami i obecnością 2–4 podłużnych żeberek na każdej z nich. Odnóża są krótkie.

## Biologia i występowanie
Zamieszkuje drzewostany na ubogich siedliskach, pożarzyska i zręby. Larwy rozwijają się w niekorowanych pniakach, krótko leżących pniach, odziomkowych częściach pni uszkodzonych lub żywicowanych oraz szczapach opałowych. Roślinami żywicielskimi są sosny, a rzadziej świerki lub modrzewie. Typowo rozwój trwa 2 lata, ale w cieńszym materiale skraca się do roku, a w przesuszonym wydłuża do 3 lat. Imagines spotyka się od maja do sierpnia na i w pobliżu roślin żywicielskich.
Owad eurosyberysjski, sięgający daleko za północne koło podbiegunowe. Rozprzestrzeniony od prawie całej Europy, przez Syberię i Mongolię po Sachalin, Koreę i Japonię. W Europie Środkowej spotykany od nizin po strefę subalpejską.